# L'Amitié à mort
Pour plus de détails, voir Fiche technique et Distribution.
L'Amitié à mort (Ander eta Yul) est un film espagnol réalisé par Ana Díez, sorti en 1988.

## Synopsis
Deux amis du séminaire se retrouvent, l'un est devenu terroriste pour l'organisation Euskadi ta Askatasuna et l'autre est dealer.

## Fiche technique
- Titre : L'Amitié à mort
- Titre original : Ander eta Yul
- Réalisation : Ana Díez
- Scénario : Ángel Amigo, Ana Díez et Ángel Fernández Santos
- Musique : Pascal Gaigne et Amaia Zubiria
- Photographie : Gonzalo F. Berridi
- Montage : Iván Aledo
- Production : Ángel Amigo
- Société de production : Euskadiko Filmategia, Euskal Irrati Telebista, Eusko Jaurlaritza, Igeldo Zine Produkzioak et Televisión Española
- Pays :  Espagne
- Genre : Comédie dramatique
- Durée : 90 minutes
- Dates de sortie : 
  -  Espagne : 18 septembre 1988 (festival international du film de Saint-Sébastien), 25 janvier 1989

## Distribution
- Miguel Munarriz : Ander
- Isidoro Fernández : Yul
- Joseba Apaolaza : Ataun
- Ramón Barea : Bernardo
- Carmen Pardo : Sara

## Distinctions
Le film a remporté le prix Goya du meilleur nouveau réalisateur.